# Patricia Crone
Patricia Crone,
née le 28 mars 1945 au Danemark et morte le 11 juillet 2015 à Princeton, est une spécialiste américaine de l'histoire de l'Islam, professeure à l'Institute for Advanced Study. Elle publie son travail en anglais.

## Description
Les spécialistes européens considèrent favorablement la méthode qu'elle a suivie pour évaluer et analyser les sources historiques disponibles. Cependant, certains aspects des théories historiques de Patricia Crone ont été contestés par des historiens tels que Robert Bertram Serjeant et Fred M. Donner.
Patricia Crone ainsi que Michael Cook ont été élèves de John Wansbrough. Ce dernier était résolument sceptique concernant le credo musulman du Coran, et a focalisé ses recherches sur la linguistique, comme d'autres l'avaient fait avant lui. On trouve également Christoph Luxenberg dans ce même mouvement.

## Carrière
(juillet 2015).
- 1977 : Maître de conférences en histoire islamique et membre du Jesus College à l'Université d'Oxford.
- 1990 : assistante maître de conférences en études islamiques du Gonville and Caius College à l'université d'Oxford.

Ensuite, différentes positions à Cambridge.
- 1992-1994 : Maître de conférences en études islamiques.
- 1994-1997 : Maître de conférences en histoire islamique.
- 1997 : Nomination à l'Institute for Advanced Study (« Institut d'étude avancée ») à Princeton où elle devint Andrew W. Mellon Professor.

Depuis 2002 : Membre du conseil éditorial du journal Social Evolution & History.
Ayant débuté comme spécialiste en histoire économique et militaire du Moyen-Orient, Patricia Crone a travaillé également sur le Coran et les traditions culturelles et religieuses d'Iraq, d'Iran et de l'ancienne partie iranienne de l'Asie Centrale.
Elle décède le 11 juillet 2015 à Princeton, dans le New Jersey aux États-Unis,.

### Seule auteur
- Slaves on Horses : The Evolution of the Islamic Polity, Cambridge University Press, 2003  (ISBN 0-521-52940-9). Ce livre analyse l'évolution qu’ont connue les formes de gouvernement adoptées par les premiers califes de l'empire arabe.
- Pre-Industrial Societies : Anatomy of the Pre-Modern World, Oneworld Publications, 2003  (ISBN 1-85168-311-9)
- God's Rule : Government and Islam, Columbia University Press, 2004  (ISBN 0-231-13290-5)
- Meccan Trade And The Rise Of Islam, Princeton University Press, 1987  (ISBN 1-59333-102-9). Dans ce livre est analysée la validité des hypothèses des historiens plus  traditionnels concernant l'« environnement » dans lequel est apparue la religion islamique. L'auteure soumet à une critique serrée les conceptions traditionnelles qui soutiennent que la Mecque était un centre marchand associé à une route commerciale importante. Le dernier chapitre du livre est consacré à réexaminer et réévaluer les preuves et les sources disponibles pour étudier la naissance de la religion islamique. Cet ouvrage de 1987, réimprimé plusieurs fois, a fait l'objet de critiques par R. B. Serjeant, « Meccan Trade and the Rise of Islam: Misconceptions and Flawed Polemics », Journal of the American Oriental Society, vol. 110, no 3, juillet-septembre 1990, pp. 472-486.
- Medieval Islamic Political Thought, Edinburgh University Press, 2005  (ISBN 0-7486-2194-6)

### Coauteur
- Hagarism: The Making of the Islamic World, (1980)  (ISBN 0-521-29754-0). Étude, dont Michael Cook est coauteur, sur les racines de la culture et de la religion islamiques et leurs antécédents dans le christianisme, le judaïsme, la philosophie grecque, les lois romaines et l'influence perse. (Selon Fred M. Donner dans : Muhammad and the Believers: At the Origins of Islam, Harvard University Press, 2010, 280 pages  (ISBN 978-0-674-05097-6), page 126 : « ... personne de nos jours, ni même Cook et Crone eux-mêmes, ne croit plus que l'image de l'origine de l'Islam développée dans “Hagarism” soit exacte ».)
- The Formation of Islam : Religion and Society in the Near East, 600-1800 (2002)  (ISBN 0-521-58813-8)
- Islamic Historiography (2002)  (ISBN 0-521-62936-5)
- The Book of Strangers: Medieval Arabic Graffiti on the Theme of Nostalgia (1999) Princeton Series on the Middle-East;  (ISBN 978-1-55876-215-2)
- Roman, Provincial and Islamic Law : The Origins of the Islamic Patronate (2002)  (ISBN 0-521-52949-2)
- God's Caliph : Religious Authority in the First Centuries of Islam (2003)  (ISBN 0-521-54111-5). Étude, dont Martin Hinds est coauteur, sur la répartition de l'autorité religieuse aux premiers temps de l'Islam, la naissance de la classe des oulémas, et l'évolution de la figure de Mahomet[4].

### Articles
- Patricia Crone, « How did the quranic pagans make a living? », Bulletin of the School of Oriental and African Studies, University of London, vol. 68, no 3, 2005, pp. 387-399.
- Patricia Crone, « What do we actually know about Mohammed? », Open Democracy, 10 juin 2008.
- Patricia Crone, « 'Jihad': idea and history », Open Democracy, 30 avril 2007.